# 塔克和符咒的神力
《塔克和符咒的神力》是一款动作冒险游戏，于2003年10月15日在北美洲最先发售。

## 操作
类似于大多数同类动作冒险游戏，玩家可以跳跃和攻击，并且有生命值。
游戏中玩家可以利用动物通过障碍：
- 猩猩：他们可以弯曲树木从而使塔克无法继续行走。
- 犀牛：他们可以打碎塔克前进路上的障碍物。
- 猴子：他们会在生气时扔椰子。
- 鸸鹋：他们可以跳跃、拍击。
- 羊：他们可以打开大门，也可以启动电梯。